# Павичевич, Зорица
Зорица (Драгович) Павичевич (серб. Зорица Павићевић, род. 9 мая 1956, Даниловград) — югославская гандболистка, полевой игрок. Олимпийская чемпионка 1984 года.

## Биография
Зорица Павичевич родилась 9 мая 1956 года в югославском городе Даниловград (сейчас в Черногории).
Играла в гандбол за «Будучность» из Титограда.
В 1978 году участвовала в женском чемпионате мира в Чехословакии, где сборная Югославии заняла 5-е место.
В 1979 году завоевала золотую медаль гандбольного турнира Средиземноморских игр в Сплите.
В 1984 году вошла в состав женской сборной Югославии по гандболу на летних Олимпийских играх в Лос-Анджелесе и завоевала золотую медаль. Играла в поле, провела 3 матча, забросила 2 мяча (по одному в ворота сборных Австрии и США).